# 萨斯尼
萨斯尼（Sasni），是印度北方邦哈特勒斯县的一个城镇。总人口12943（2001年）。

## 人口
该地2001年总人口12943人，其中男性6849人，女性6094人；0—6岁人口2054人，其中男1102人，女952人；识字率63.47%，其中男性为70.07%，女性为56.06%。